# Lew Kowarski

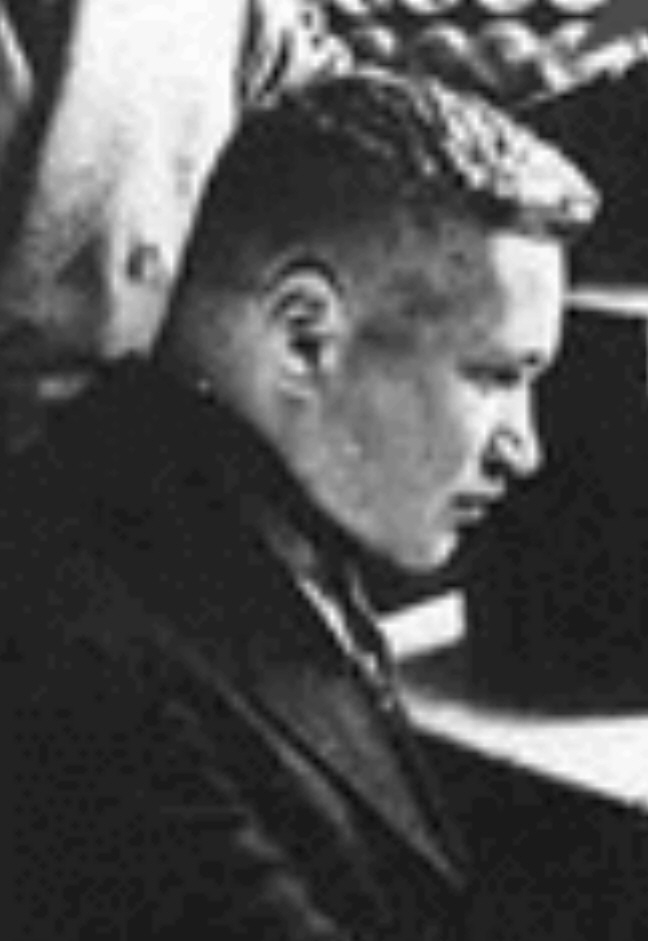
Lew Kowarski 1942 in Montreal

Lew Kowarski (russisch Лев Николаевич Коварский; * 10. Februarjul. / 23. Februar 1907greg. in Sankt Petersburg; † 30. Juli 1979 in Genf) war ein russisch-französischer Physiker. Kowarski war ein Pionier der Kernphysik und leistete bedeutende Arbeiten zur nuklearen Kettenreaktion.

## Leben und Werk
Lew Kowarski wurde in der damaligen russischen Hauptstadt St. Petersburg als Sohn des jüdischen Kaufmanns Nikolaus Kowarski und der ukrainischen Sängerin Olga Vlassenko geboren. Seine Kindheit verbrachte er zunächst in seiner Geburtsstadt. Nach der Machtergreifung der Bolschewiki floh die Familie jedoch Richtung Westen und Kowarski wurde als 12-Jähriger unter abenteuerlichen Umständen 1919 durch die sich demobilisierenden deutschen Frontlinien des 1. Weltkriegs nach Westen geschleust.
Sein Vater ließ sich zusammen mit ihm in Vilnius nieder und der junge Kowarski besuchte dort die Schule (die Stadt war 1920 von Polen einverleibt worden). Während seiner Jugendzeit erwies er sich als begabter Musiker, musste den Gedanken an eine Musikerlaufbahn jedoch aufgeben, als sich zeigte, dass seine Finger zu dick für die Klaviatur wurden. Durch den Vater weiterhin mit kleinen Summen unterstützt, studierte er Chemieingenieurwesen in Brüssel und in Lyon. In Lyon erhielt er 1928 sein Diplom und begann anschließend ein Aufbaustudium der Chemie und Physik an der Universität Paris. Seinen Lebensunterhalt in Paris finanzierte er sich durch Arbeit in einer Fabrik, in der Gasleitungssysteme konstruiert wurden. 1931 begann er mit der Anfertigung einer Dissertation über ein kristallografisches Thema im Labor von Jean-Baptiste Perrin. Dadurch kam er in Kontakt mit der Wissenschaftler-Familie Joliot-Curie (Marie Curie, ihrer Tochter Irène Joliot-Curie und deren Ehemann Frédéric Joliot). Das Ehepaar Joliot-Curie erhielt 1935 den Nobelpreis für Chemie für seine Arbeiten auf dem Gebiet der künstlichen Radioaktivität. Im selben Jahr erhielt Joliot eine Professur am Collège de France und Kowarski bekam eine gering bezahlte Anstellung als Joliots Sekretär. Als Kowarski auch ein Forschungsstipendium bekam, hatte er endlich die finanzielle Unabhängigkeit erreicht, die es ihm ermöglichte, die Arbeit in der Gasröhren-Fabrik aufzugeben.
Nachdem Anfang 1939 die Ergebnisse von Otto Hahn und Fritz Straßmann über die Uran-Kernspaltung in Berlin und deren korrekte Interpretation durch Lise Meitner und ihren Neffen Otto Frisch im Pariser Labor bekannt wurden, war sich Joliot sofort über deren große Bedeutung im Klaren. Die Pariser Gruppe, bestehend aus Frédéric Joliot, dem deutschen Emigranten Hans von Halban und Lew Kowarski machte sich daran, die Experimente von Hahn und Straßmann nachzuvollziehen. Binnen kürzester Zeit wurde ihnen klar, dass sich 235Uran durch Beschuss mit langsamen („thermischen“) Neutronen spalten ließ und dass bei der Spaltung weitere Neutronen frei wurden, die somit eine Kettenreaktion auslösen könnten. Im April 1939 ermittelte die Pariser Arbeitsgruppe, dass bei der Spaltung von 235U im Mittel etwa 3,7 Neutronen (der exakte Wert liegt bei 2,5 Neutronen) frei wurden. Das Ergebnis wurde veröffentlicht, obwohl Leó Szilárd und Victor Weisskopf in Princeton ihren Physikerkollegen (und allen anderen Labors außerhalb Deutschlands, die sich mit diesen Fragen beschäftigten) eindringlich davon abgeraten hatten, da sie die mögliche militärische Nutzung dieser Entdeckung durch Nazi-Deutschland befürchteten.
Nach dem Kriegseintritt Frankreichs im September 1939 intensivierten sich die Forschungen im Pariser Labor, wobei sich die Arbeiten auf die Konstruktion eines Reaktors konzentrierten, da der Bau einer Bombe zu aufwändig schien. Es war wohl Kowarskis Idee, schweres Wasser (D2O, Deuteriumoxid) statt gewöhnliches Wasser als Moderator zur Abbremsung der Neutronen zu verwenden, da schweres Wasser im Gegensatz zu normalem Wasser kaum Neutronen absorbiert. Die einzige Fabrik für schweres Wasser befand sich zu dieser Zeit in Rjukan in Norwegen. Mit der Betreiberfirma Norsk Hydro wurde ein Kontrakt abgeschlossen und der gesamte Vorrat von 165 l Schwerwasser im März 1940, wenige Wochen vor der deutschen Invasion Norwegens erworben. Nach dem militärischen Zusammenbruch Frankreichs im Juni 1940 und der abzusehenden Besetzung von Paris durch die deutschen Armeen flüchteten Kowarski und von Halban unter abenteuerlichen Umständen mit dem gesamten Schwerwasser nach England. Sie wurden dort im Verlauf des Krieges Mitarbeiter des britischen Atomprojektes und wechselten mit diesem im Sommer 1942 nach Kanada. Dort ging 1945 der erste Schwerwasserreaktor in Betrieb, drei Jahre, nachdem dem Team um Enrico Fermi mit dem Reaktor Chicago Pile 1 eine kontrollierte Kettenreaktion gelungen war.
Nach Kriegsende kehrte Kowarski wieder nach Frankreich zurück und war dort führend an der Konstruktion der ersten beiden französischen Kernreaktoren ZOÉ (später EL1 genannt, 1948) und EL2 (1952) beteiligt. Er spielte eine wichtige Rolle bei der Gründung des CERN und wurde 1954 der dortige Direktor für wissenschaftliche und technische Dienste (Director of Scientific and Technical Services). Er war Gastprofessor an der Purdue University (1963–66), der University of Texas at Austin (1967–71) und der Boston University (1972–78) und erhielt zahlreiche wissenschaftliche und gesellschaftliche Ehrungen, u. a. wurde er 1964 zum Offizier der Ehrenlegion ernannt.

## Trivia
Der französische Spielfilm Bon Voyage aus dem Jahr 2003 von Jean-Paul Rappeneau ist sehr lose von Lew Kowarskis Schmuggel und Rettung der damals weltweit einzigen Vorräte an schwerem Wasser aus Frankreich 1940 nach der Besetzung des Landes durch die Nazis inspiriert.